# Porsche 934

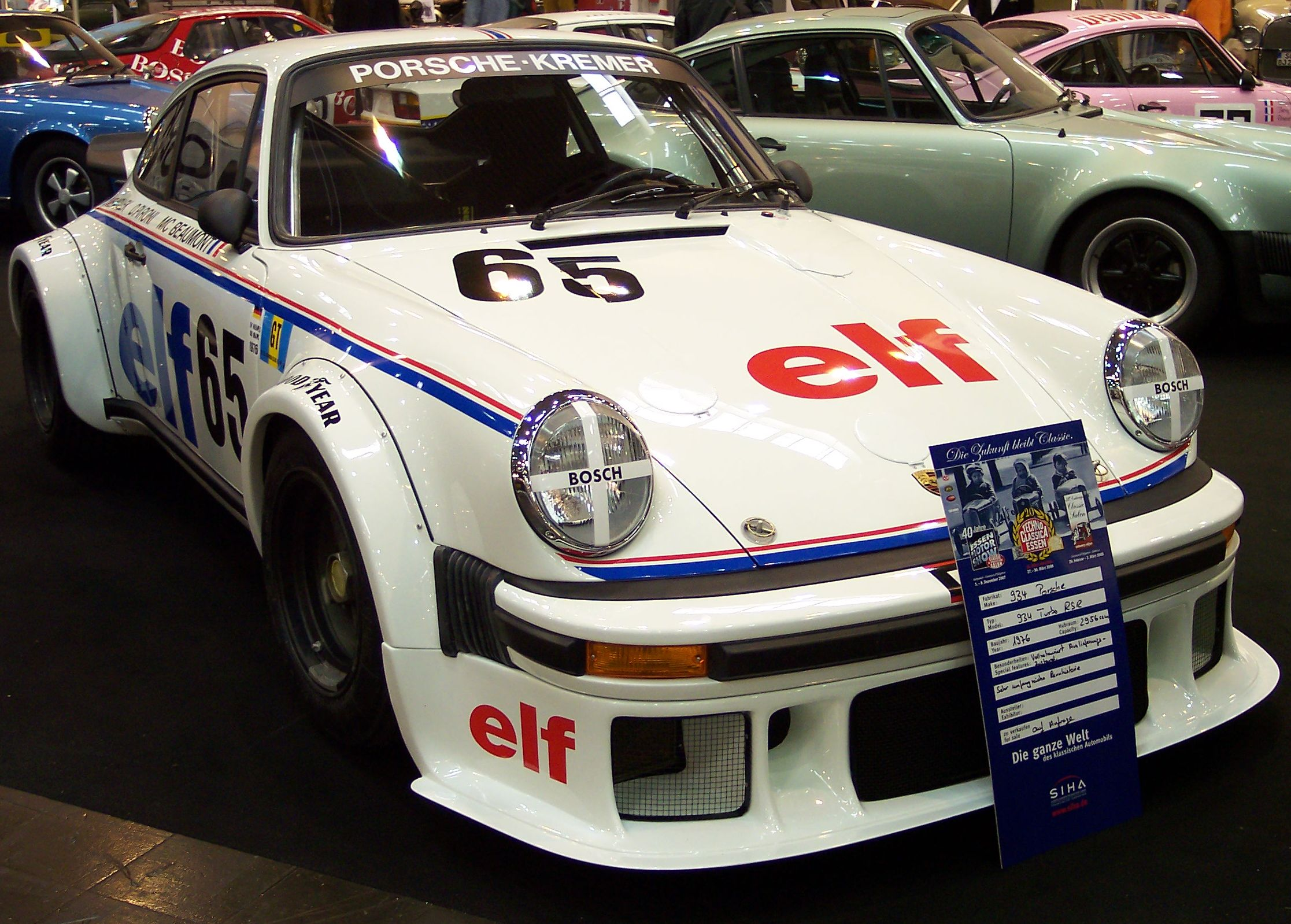
Porsche 934 Turbo

La Porsche 934, apparue en 1976, était la version Groupe 4 (GT de série) de la Porsche 911. Le règlement étant assez restrictif, la 934 ressemblait à une Porsche 930 avec des ailes élargies, contrairement à la 935. Le moteur était un 3,0 litres simple turbo délivrant environ 480 ch.